# Sepia latimanus
Sepia latimanus е вид главоного от семейство Sepiidae.

## Разпространение и местообитание
Видът е разпространен в Австралия (Западна Австралия, Коралови острови, Куинсланд и Северна територия), Бангладеш, Вануату, Виетнам, Гуам, Джибути, Египет (Синайски полуостров), Еритрея, Йемен (Северен Йемен, Сокотра и Южен Йемен), Индия (Андамански острови, Андхра Прадеш, Гоа, Гуджарат, Дадра и Нагар Хавели, Западна Бенгалия, Карнатака, Керала, Махаращра, Никобарски острови, Ориса, Пондичери и Тамил Наду), Индонезия (Бали, Калимантан, Малуку, Папуа, Сулавеси, Суматра и Ява), Ирак, Иран, Камбоджа, Катар, Кения, Китай (Гуандун, Гуанси, Джъдзян, Дзянсу, Ляонин, Тиендзин, Фудзиен, Хайнан, Хубей, Шандун и Шанхай), Кувейт, Малайзия (Западна Малайзия, Сабах и Саравак), Мианмар, Мозамбик, Нова Каледония, Обединени арабски емирства, Оман, Пакистан, Папуа Нова Гвинея (Бисмарк), Провинции в КНР, Самоа, Саудитска Арабия, Северна Корея, Сингапур, Соломонови острови, Соломонови острови (Санта Крус), Сомалия, Судан, Тайван, Тайланд, Танзания, Тонга, Фиджи, Филипини, Франция, Шри Ланка, Южна Корея и Япония (Кюшу, Рюкю, Хоншу и Шикоку).
Среща се на дълбочина от 38 до 55 m, при температура на водата около 28 °C и соленост 34,1 ‰.